# Старозагорска Света гора
Вижте пояснителната страница за други значения на Света гора.
Боруйското Светогорие, наричано още Старозагорска Света гора, е район северно от Стара Загора, в който се намират останките от манастир и 7 скита, образували в далечното минало църковно средище, събирало поклонници от цялата област.
Около VІ век на мястото на антично светилище и капище се изгражда мощно църковно средище, включващо лавра (голям централен манастир) и десетина скита (по-малки манастири). Манастирите са създадени и построени още преди официалната християнизация на България – около 6-7 век.
Най-интересен от тези исторически обекти е манастирът в местността Боров дол, южно от връх Българско кале. Откритите останки от стенописите показват високо художествено майсторство на старите майстори, а цветовете, които са ползвани, насочват към школата на малоазийските зографи, рисували най-старите църкви в света. Мястото е проучвано чрез разкопаване през 1926 г., след 4 февруари, когато е разкрит. Намерени са кандило, златна монета на св. цар Борис Първи. Носи се поверието, че именно там е покръстен цар Борис І от неговия кръщелник императора Михаил.
На върха на хълма Аязмото се намира параклисът „Св. Теодор Тирон“, под чиито стени извира свещен извор. Счита се, че този малък храм също е принадлежал към Старозагорската Света гора. Тези манастири не са проучени напълно.